# Ханніков Микола Георгійович
Микола Георгійович Ханніков (нар. 4 (16) грудня 1896 — пом. 29 квітня 1948) — радянський державний діяч, працівник органів НКВС, генерал-лейтенант, один з ініціаторів створення футбольної команди Динамо (Київ) і гравець першого складу команди 1927 року.

## Життєпис
Народився в Орловскій губернії в родині штукатура, росіянин.
Освіта — нижня, закінчив 2 класи сільської школи в Малоархангельському повіті.
Від червня 1907 до листопада 1911 — паркетник в місті Миколаєві.
Листопад 1911 — вересень 1916 — паркетник на Миколаївському суднобудівному заводі «Наваль».
З вересня 1916 року — матрос канонерського човна К-15 Чорноморського флоту (Російський імператорський флот).
Грудень 1917 — квітень 1918 — рядовий летючого загону Миколаївського флотського екіпажу.
Квітень 1918 — липень 1918 — розвідник-підривник контррозвідувального підривного загону Курського відділення інформбюро радянської України.
Липень 1918 — жовтень 1918 — співробітник відділення військової контррозвідки в містечку Зерново Орловської губернії.
1918 року вступив у ВКП(б).
Від жовтня 1918 року — служба в ВЧК.
Працював старшим оперативним комісаром Одеського губернського ЧК, уповноваженим і завідувачем Білоцерківським повітовим секретним підвідділом Київської губернської ЧК.
З 1920 року — начальник військово-контрольного пункту Дніпровської військової флотилії, помічник начальника ЧК Морської експедиційної дивізії.
1920—1921 — начальник Особливого відділу ВЧК 9-ї дивізії внутрішньої служби.
1921—1923 — помічник начальника відділу Повноважного представництва ВЧК при РНК РРФСР по Криму, начальник Славутського, Городницького, Пищівського прикордонних особливих пунктів.
Від березня 1923 року — помічник начальника відділення Київського окружного відділу ДПУ.
1927 року став одним з ініціаторів створення футбольної команди Динамо (Київ). Спортсмен-чекіст як гравець-аматор був у складі команди 1927 року недовго, але увійшов до історії легендарного в майбутньому клубу як один з ініціаторів його створення.
В подальшому до квітня 1934 року — начальник Проскурівського відділення дорожно-транспортного відділу (ДТВ) ОДПУ, старший уповноважений, начальник 4-го відділення ДТВ ОДПУ Південно-Західної залізниці, начальник Морського транспортного відділу в Одесі.
Від 10 травня 1934 року — начальник 2-го відділу Економічного управління (ЕУ) ДПУ при РНК Української РСР.
Від 9 вересня 1935 року — начальник Криворізького міського відділу НКВС.
Від 11 квітня 1937 року — у розпорядженні НКВС УРСР.
Від 15 серпня 1937 року — начальник Управління НКВС Зейської області Далекосхідного краю.
Від 25 жовтня 1937 року в НКВС–МГБ СРСР.
19.07.1941 — заступник начальника особливого відділу НКВС Північно-Західного фронту, старший майор державної безпеки.
Був тимчасово виконувачем обов'язків начальника 11-го відділення 5-го відділу ГУДБ НКВС СРСР.
Від березня до серпня 1938 року — начальник відділення 2-го управління НКВС СРСР.
1938—1939 — заступник начальника Особливого відділу НКВС Північно-Кавказького військового округу.
1939—1940 — заступник начальника Особливого відділу НКВС Ленінградського військового округу.
Від липня 1941 року — начальник Особливого відділу НКВС Північно-Західного фронту.
З жовтня 1941 до жовтня 1943 року — начальник Особливого відділу НКВС/УКР СМЕРШ Калінінського фронту.
З жовтня 1943 — начальник УКР СМЕРШ 1-го Прибалтійського фронту / Прибалтійського військового округу.
Від 2 квітня 1947 року — начальник 2-го управління 3-го Головного управління МДБ СРСР.
Пішов з життя в Москві 29 квітня 1948 року.

## Звання
- 23.03.1936 — капітан державної безпеки
- 22.04.1940 — майор державної безпеки
- 1941 — бригадний комісар
- 19.07.1941 — старший майор державної безпеки
- 14.02.1943 — комісар державної безпеки
- 26.05.1943 — генерал-майор
- 31.07.1944 — генерал-лейтенант